# Saber Interactive
Saber Interactive is een Amerikaans computerspelbedrijf dat is gevestigd in Fort Lauderdale, Florida.

## Geschiedenis
Het bedrijf werd opgericht in 2001 door Andrey Iones, Matthew Karch en Anton Krupkin en begon als ontwikkelaar van een grafische engine voor computerspellen. Na de uitgave van hun eerste spel, genaamd Will Rock, begon het aan de ontwikkeling van de Saber3D-engine. Deze engine werd doorontwikkeld en is gebruikt in vele moderne speltitels.
Het eerste grote project kwam in 2010 voor de remake van het spel Halo: Combat Evolved, dat verscheen op 15 november 2011 onder de titel Halo: Combat Evolved Anniversary als onderdeel van de tiende verjaardag van de Halo-serie.
Op 16 april 2019 bracht Saber het spel World War Z uit, dat in de eerste week na uitgave ruim een miljoen keer werd verkocht.
In februari 2020 is Saber Interactive overgenomen door het Zweedse holdingbedrijf Embracer Group. Er werd bekend dat er een bedrag van 525 miljoen Amerikaanse dollar is neergeteld voor de overname.
Saber is actief als ondersteunende ontwikkelstudio en verzorgt ook ports van computerspellen. Enkele grote speltitels waar het bedrijf aan meewerkte zijn Warhammer 40,000: Space Marine 2, Evil Dead: The Game, SnowRunner en A Quiet Place. Daarnaast is de studio ook bekend van de ports van The Witcher 3: Wild Hunt, Halo: The Master Chief Collection en Crysis Remastered.

## Divisies
Saber Interactive heeft in 2022 de volgende bedrijfsonderdelen:
- 34BigThings
- 3D Realms
- 4A Games
- Aspyr Media
- Bytex
- Demiurge Studios
- DIGIC Pictures
- Fractured Byte
- Mad Head Games
- New World Interactive
- Nimble Giant Entertainment
- Saber Belarus

- Saber Porto
- Saber Russia
- Saber Spain
- Saber Sweden
- Sandbox Strategies
- Slipgate Ironworks
- Shiver Entertainment
- SmartPhone Labs
- Snapshot Games
- Tuxedo Labs
- Tripwire Interactive
- Zen Studios